# Терпін (Оклахома)
Терпін (англ. Turpin) — переписна місцевість (CDP) в США, в окрузі Бівер штату Оклахома. Населення — 442 особи (2020).

## Географія
Терпін розташований за координатами 36°52′14″ пн. ш. 100°52′57″ зх. д. / 36.87056° пн. ш. 100.88250° зх. д. (36.870458, -100.882502).  За даними Бюро перепису населення США в 2010 році переписна місцевість мала площу 2,59 км², уся площа — суходіл.

## Демографія
Згідно з переписом 2010 року, у переписній місцевості мешкало 467 осіб у 171 домогосподарстві у складі 119 родин. Густота населення становила 180 осіб/км².  Було 201 помешкання (78/км²).
Расовий склад населення:
| - 83,5 % — білих - 1,7 % — чорних або афроамериканців - 1,3 % — корінних американців - 9,2 % — осіб інших рас |

До двох чи більше рас належало 4,3 %. Частка іспаномовних становила 23,1 % від усіх жителів.
За віковим діапазоном населення розподілялося таким чином: 28,1 % — особи молодші 18 років, 61,6 % — особи у віці 18—64 років, 10,3 % — особи у віці 65 років та старші. Медіана віку мешканця становила 33,3 року. На 100 осіб жіночої статі у переписній місцевості припадало 87,6 чоловіків;  на 100 жінок у віці від 18 років та старших — 87,7 чоловіків також старших 18 років.
Середній дохід на одне домашнє господарство  становив 65 310 доларів США (медіана — 45 688), а середній дохід на одну сім'ю — 74 604 долари (медіана — 46 938). Медіана доходів становила 40 893 долари для чоловіків та 25 577 доларів для жінок. За межею бідності перебувало 15,1 % осіб, у тому числі 31,0 % дітей у віці до 18 років та 0,0 % осіб у віці 65 років та старших.
Цивільне працевлаштоване населення становило 212 особи. Основні галузі зайнятості: освіта, охорона здоров'я та соціальна допомога — 46,2 %, виробництво — 25,9 %, транспорт — 7,1 %, сільське господарство, лісництво, риболовля — 7,1 %.